# Два життя (фільм, 1966)
Про однойменний радянський фільм див. Два життя (фільм, 1961)
«Два життя» (груз. «შეხვედრა წარსულთან», рос. «Две жизни») — російсько-грузинський радянський фільм грузинського кінорежисера Сіко Долідзе. Існує інша назва: «Зустріч з минулим».

## Сюжет
У основі сюжету — соціальні конфлікти, які виникли з приходом радянської влади і колективізації у Грузію. Героїня фільму, колись покинувши село, а тепер - відомий хірург - приїжджає до колгоспу, на свято його тридцятиріччя...
"...Четверо чоловіків стояли на галявині під старим деревом. З боку здавалося, що вони мирно розмовляють. Але насправді — це закляті вороги. Троє проти одного, якого привели сюди для розстрілу. Він був комуністом, головою сільради, батьком Ніно. Побачивши дочку, він попросив не стріляти при дівчинці, удати, що нічого страшного не відбувається. Але не встигла Ніно відійти — як пролунав постріл, батько впав обличчям до землі. Такий початок грузинського фільму режисера і сценариста Сіко Долідзе "Два життя". Пізніше цю дівчинку ми впізнаємо в немолодій жінці з сивим волоссям. Хірург Ніно приїхала до рідного села на колгоспне свято. Але взяти в руки скальпель їй довелося і цього дня: на березі річки знайшли нікому невідомого бродягу, він потребував негайної операції. Лише одна Ніно впізнала у ньому свого колишнього чоловіка, людину, яка скалічила її долю.
І доки її швидкі руки точно, обережно, упевнено робили свою справу, думки відносили Ніно у минуле. Далекі образи, події, особи..."

## Актори
- Серго Закаріадзе — Almaskhani
- Веріко Анджапарідзе — Pelagia
- Лейла Абашидзе — Ніно
- Мегі Цулукідзе — Даріне
- Кетеван Кікнадзе — Mariami
- Йосип Гогічаішвілі — Akia
- Гіулі Чохонелідзе — Gogia
- Малхаз Бебурішвілі — Георгій
- Еросій Манджгаладзе — Vardeni
- Вахтанг Нінуа— Jasoni
- Григол Талаквадзе — Ilarioni
- Іпполит Хвічіа — Іполіт
- Тенгіз Арчвадзе — Namoradze
- Яків Трипільський — Андро

## Нагороди
Третій всесоюзний кінофестиваль у Ленінграді, 1968 рік:
- Перший приз Всесоюзного кінофестивалю за найкраще виконання жіночої ролі (Лейла Абашидзе).
- Перший приз Всесоюзного кінофестивалю за найкраще виконання жіночої ролі (Лейла Абашидзе).

Кінофестиваль республік Закавказзя й України, Тбілісі, 1967 рік:
- Головний приз ("Кубок Прометея") і диплом І степеня за найкращий ігровий фільм
- Диплом актрисі (Лейлі Абашидзе)
- Приз журналу «Сабчота хелов неба» (Мегі Цулукідзе)